# Gonomyodes knowltonius
Gonomyodes knowltonius är en tvåvingeart som först beskrevs av Alexander 1948.  Gonomyodes knowltonius ingår i släktet Gonomyodes och familjen småharkrankar. Inga underarter finns listade i Catalogue of Life.